# King's Quest: Mask of Eternity
King's Quest: Mask of Eternity är den åttonde delen i King's Quest-serien. Det är det enda spelet i serien där huvudpersonen är varken kung Graham eller en medlem av hans familj. Spelet fick namnet King's Quest: Mask of Eternity i den engelska utgåvan, och King's Quest VIII på den tyska och spanska versionerna. Spelet kallades KQ8 i den katalog som innehåller "Sneak Peek" videoklipp i King's Quest Collection II och Roberta William's antologi.
Spelet är skrivet och designat av Roberta Williams och släpptes 1998 av Sierra Studios,

## Handling
Ovanför Konungariket Daventry börjar Solens rike, där magiska varelser som kallar sig arkonter vaktar evighetens mask, en artefakt som upprätthåller sanningen, ljus och ordning i universum. Utan förklaring blir Lucreto, arkonternas ledare maktgalen och ond och krossar masken i sju delar och skickar iväg bitarna så de inte ska återförenas. Men en del av masken kommer på avvägar och hittas av en ödmjuk jägare som heter Connor Maclyrr, Connor plockar upp biten och upptäcker att alla i Daventry har förvandlats till sten, inklusive kung Graham. Connor försöker ta reda på vilka krafter som ligger bakom denna ondska. När Connor lämnar platsen där han hittat biten så leder en kråka honom till en trollkarl som berättar för Connor vad som hänt och sänder honom på en färd genom land och dimensioner för att återfinna bitarna till evighetens mask och störta den onde Lucreto.

## Landskap
- The Kingdom of Daventry
- The Dimension of Death
- The Swamp
- The Underground Realm of the Gnomes
- The Barren Region
- The Frozen Reaches
- Paradise Lost
- The Realm of the Sun